# Phone Booth
Phone Booth (bra: Por um Fio; prt: Cabine Telefónica) é um filme americano de 2002, realizado por Joel Schumacher, sobre um homem que é encurralado numa cabine telefónica por um atirador.
A película foi programada originalmente para ser lançada no outono de 2002, mas o lançamento foi adiado até 4 de abril de 2003 devido aos ataques do franco-atirador de Beltway, em outubro de 2002.

## Enredo
Stu Shepard (Colin Farrell), um publicitário, é encurralado por um homem que lhe telefona para uma cabine telefónica - um assassino em série armado com um fuzil sniper - e lhe diz que caso ele desligue o telefone ele será morto. A uma certa altura do filme, prostitutas querem utilizar a cabine, e Stu, não podendo desligar o telefone, manda-as embora e as chama diretamente de prostitutas. Uma delas chama Leon, um cafetão, que tenta tirar Stu da cabine com um taco de baseball e durante o ato de violência, o atirador pergunta a Stu se ele precisa de ajuda, ele responde que sim, e o homem é assassinado no meio da rua, chamando assim atenção da polícia, que agora pensa que Stu está armado dentro da cabine e que poderá tentar se suicidar.
Stu, há dois meses, ligava para uma cliente todos os dias, tentando seduzí-la a partir da mesma cabine para que sua esposa não visse as chamadas nas faturas do seu celular. Ele só não pensava que alguém estivesse vigiando essa rotina e inclusive preparasse uma armadilha. Durante dado momento, o atirador manda Stu ligar para sua esposa e pedir a ela que compareça no local. Ele obedece e, sob os olhares da esposa e da cliente, confessa tudo. Logo após, ele desliga o telefone para se entregar, mas, depois de alguns segundos, o chefe da polícia o manda atender o telefone, para evitar que o atirador faça mais uma vítima. Depois de suados minutos, a polícia consegue rastrear a ligação - que estava com um bloqueio eletrônico para evitar o rastreamento imediato - e se dirige ao suposto apartamento onde está o atirador.
No momento do desfecho, Stu pega uma pistola que foi colocada na cabine pelo atirador e começa a gritar: "Sou eu quem você quer! Atire em mim!". Ele acaba por ser baleado, e, segundos depois, a SWAT chega ao apartamento e encontra um corpo e o fuzil. Stu é atendido no local e se vê que ele foi atingido por uma bala de borracha. O corpo encontrado é mostrado a Stu, que o reconhece como um homem que queria lhe vender uma pizza e que ele mandou-o se ferrar. No entanto, o verdadeiro atirador aparece depois, com o fuzil numa mala e caminhando sem levantar suspeitas - Stu o reconhece pela voz. O filme termina com uma última risada do atirador e com um último toque do telefone.

## Elenco
- Colin Farrell - Stu Shepard
- Kiefer Sutherland - Atirador
- Katie Holmes - Pamela McFadden
- Radha Mitchell - Kelly Shepard
- Forest Whitaker -  Capitão Ramey

## Recepção
Phone Booth teve receção geralmente favorável por parte da crítica especializada. Com índice de 71% o Rotten Tomatoes publicou um consenso: "A estimulação rápida e desempenho de Farrell ajuda a fazer Phone Booth um tenso mordedor de unha".

## Prêmios e Indicações
| Ano  | Prêmio                 | Categoria                    | Resultado         | Ref.     |
| ---- | ---------------------- | ---------------------------- | ----------------- | -------- |
| 2003 | Prêmios MTV Movie & TV | Melhor Revelação Estrangeira | Colin Farrell     | Venceu   |
| 2004 | Prêmios MTV Movie & TV | Melhor Vilão                 | Kiefer Sutherland | Indicado |

## Citações e curiosidades
- O filme se passa em tempo real — ou seja, a passagem do tempo na ficção é igual à vivida pelo espectador durante a exibição — e faz uso extensivo da tela dividida, semelhante ao que aconteceu na série de televisão contemporânea 24, também estrelada por Kiefer Sutherland.

- Em um ponto do filme, o atirador adverte Stu para não tomar atitudes hostis em relação à polícia porque uma vez um cara foi baleado por policiais quarenta e uma vezes apenas para extrair sua carteira. Esta é uma referência ao assassinato do jovem estudante liberiano Amadou Diallo[8], ocorrido em Nova York em 4 de fevereiro de 1999, o que causou um grande rebuliço e indignação nos Estados Unidos. Por corresponder à descrição de um estuprador a polícia se aproximou dele e ele, para se identificar, fez um movimento para tirar a carteira do bolso; policiais acreditaram erroneamente que ele estava sacando uma arma e quatro deles atiraram nele quarenta e uma vezes, acertando-o com dezanove tiros e matando-o.

- Em uma porta atrás da cabine telefônica você pode ver adesivos representando o lutador de wrestler André the Giant, marca registrada do designer Obey.